# 汤浩斯嘉乐利饭店
汤浩斯嘉乐利饭店（Town House Galleria）是位于意大利米兰的一座酒店。
这座酒店开业于2007年3月，位于米兰著名的商场埃馬努埃萊二世拱廊街。